# Cacia aequifasciata
Cacia aequifasciata là một loài bọ cánh cứng thuộc họ Cerambycidae.